# 진양제약
진양제약(進洋製藥, 영어: Jin Yang Pharma)은 대한민국의 제약 회사이다.

## 제품
일반의약품
- 소부날
  - 소부날캡슐
  - 소부날에이정
- 엔티스
- 맥시펜
- 엘부날
- 지노플러스

OEM 위탁제품
- 써버쿨 플라스타 (판매원 : ㈜녹십자)

전문의약품
- 크리빅스
- 에스졸
- 아세콜

건강기능식품
- 알리빅스

의료기기
- 바니힐 팔꿈치
- 바니힐 종아리형
- 젠콜에이